# Goseibai Shikimoku

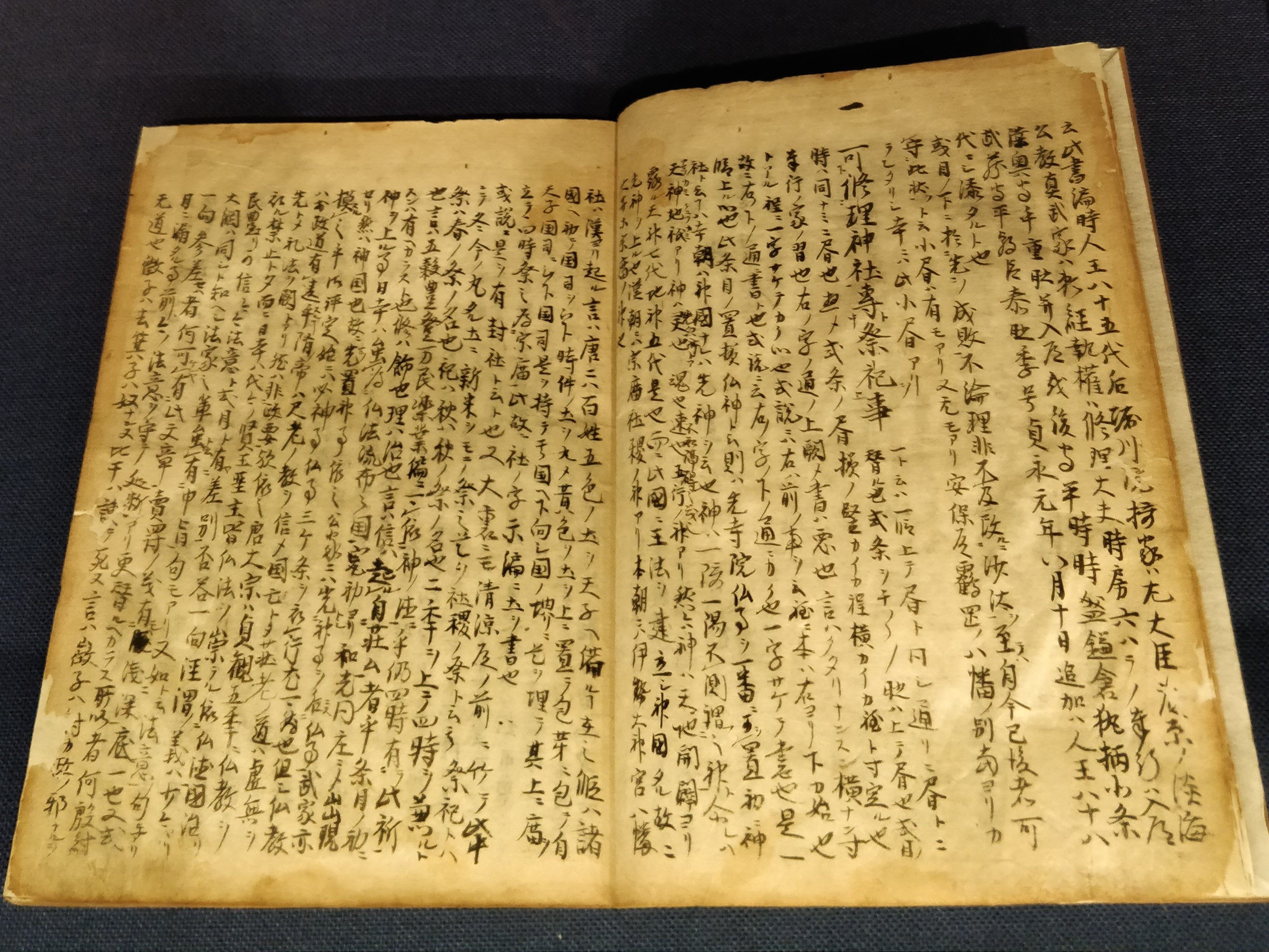
Een kopie van de Goseibai Shikimoku uit de 17e eeuw

De Goseibai Shikimoku (御成敗式目) was het wetboek van het Kamakura-shogunaat in Japan. Het werd uitgevaardigd op 10 augustus 1232 door de derde shikken Hojo Yasutoki en bleef van toepassing tot de Edoperiode. Het bestond oorspronkelijk uit 51 artikelen, en werd later aangevuld door de Hyōjōshū, het gerechtelijk orgaan.
Ten tijde van de oprichting van het Kamakura-shogunaat was er geen geschreven wet; het recht baseerde zich op de plaatselijke gebruiken. Daarnaast brak er sociale onrust uit na de Kanki-hongersnood van 1230-1231. Daarom was het doel van de Goseibai Shikimoku dat het gerecht eerlijk zou functioneren, ongeacht wie de procederende partijen waren.